# Pierre-Firmin Capmartin
Pierre Capmartin, né à Cenon (Gironde) le 22 juillet 1865 et mort le 25 décembre 1914 à Oran, est un évêque catholique français, évêque d'Oran de 1911 à 1914.

## Biographie
Pierre Firmin Capmartin est le fils de Joseph Capmartin, mécanicien et de Zélie Rouch établis à Cenon dans le département de la Gironde.
Il est ordonné prêtre pour l'archidiocèse de Bordeaux le 20 décembre 1879. Il est successivement vicaire à Saint-Estèphe, à La Réole et à la paroisse Sainte Croix de Bordeaux. Il  est ensuite nommé curé de Captieux puis de La Réole.
Le 19 février 1911, le pape Pie X le nomme évêque d'Oran. Il est consacré le 18 avril suivant par le cardinal Andrieu, archevêque de Bordeaux, avec comme co-consécrateurs Magloire-Désiré Barthet et Henri Pelgé.
À son arrivée à Oran, il doit faire face à une municipalité anticléricale qui lui interdit l'entrée de l'évêché.
Le 9 février 1913, il peut inaugurer la nouvelle cathédrale du Sacré-Cœur. La même année, il encourage la création du journal catholique La Vérité, publié à Oran.
Le début de la première guerre mondiale permet un apaisement avec la municipalité.
Mgr Capmartin succombe le 25 décembre 1914.

### Article détaillé
- Liste des évêques d'Oran